# Harald Reinl

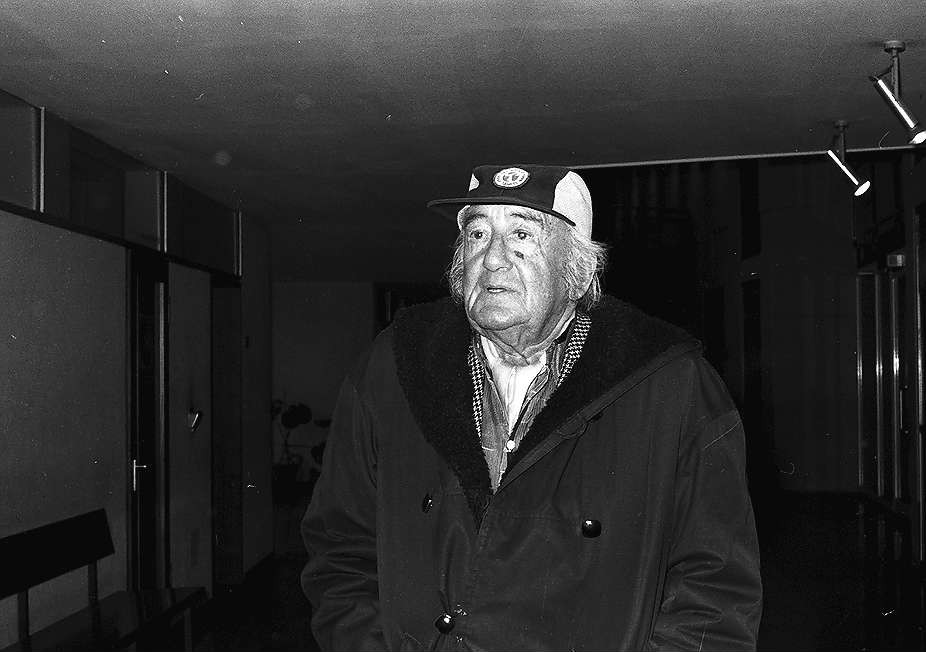
Harald Reinl.

Harald Reinl (Bad Ischl, Áustria, 8 de julho de 1908 - Puerto de la Cruz, Santa Cruz de Tenerife, Espanha, 9 de outubro de 1986) foi um diretor do cinema alemão.

## Biografia
Sua primeira experiência cinematográfica foi como extra em 1949, no filme Bergkristal do diretor pioneiro Arnold Fanck.
Iniciou sua carreira de diretor nos anos 1950, e é especialmente conhecido pelos seus filmes baseados nas obras dos autores Edgar Wallace e Karl May.
Foi casado de 1946 a 1950 com Corinna Frank e de 1954 a 1968 com a atriz Karin Dor.
Em 1969 produziu e dirigiu o filme documentário Erinnerungen an die Zukunft (Brasil: Eram os Deuses Astronautas ), baseado no livro do autor Erich Von Däniken.
Sua vida terminou tragicamente em 9 de outubro de 1986 na casa de um amigo em Puerto de la Cruz, Santa Cruz de Tenerife, Espanha, apunhalado até a morte por sua terceira esposa alcoólatra, a atriz checa Daniela Maria Delis.

## Filmografia
- 1950 - Gesetz ohne Gnade
- 1951 - Nacht am Mont-Blanc
- 1952 - Der Herrgottschnitzer von Ammergau
- 1952 - Hinter Klostermauern
- 1953 - Der Klosterjäger
- 1954 - Rosen-Resli
- 1954 - Der schweigende Engel
- 1955 - Solange du lebst
- 1956 - Die Fischerin vom Bodensee
- 1956 - Ein Herz schlägt für Erika
- 1956 - Johannisnacht
- 1957 - Almenrausch und Edelweiß
- 1957 - Die Prinzessin von St. Wolfgang
- 1957 - Die Zwillinge vom Zillertal
- 1958 - U 47 - Kapitänleutnant Prien
- 1958 - Die grünen Teufel von Monte Cassino
- 1958 - Romarei, das Mädchen mit den grünen Augen
- 1959 - Der Frosch mit der Maske
- 1959 - Das Paradies der Matrosen
- 1960 - Die Bande des Schreckens
- 1960 - Wir wollen niemals auseinandergehen
- 1961 - Der Fälscher von London
- 1961 - Im Stahlnetz des Dr. Mabuse
- 1962 - Der Schatz im Silbersee
- 1962 - Der Teppich des Grauens
- 1962 - Die unsichtbaren Krallen des Dr. Mabuse
- 1963 - Winnetou 1. Teil
- 1963 - Der Würger von Schloss Blackmoor
- 1963 - Die weiße Spinne
- 1964 - Winnetou 2. Teil
- 1964 - Zimmer 13
- 1965 - Der letzte Mohikaner
- 1965 - Der unheimliche Mönch
- 1965 - Winnetou 3. Teil
- 1966 - Die Nibelungen, Teil 1: Siegfried
- 1966 - Das Schwert der Nibelungen (ein Zusammenschnitt der zwei Nibelungen-Teile für eine Wiederaufführung Anfang der 80er Jahre)
- 1967 - Die Nibelungen, Teil 2: Kriemhilds Rache
- 1967 - Die Schlangengrube und das Pendel
- 1968 - Winnetou und Shatterhand im Tal der Toten
- 1968 - Jerry Cotton, Fall Nr. 6: Dynamit in grüner Seide
- 1968 - Jerry Cotton, Fall Nr. 7: Der Tod im roten Jaguar
- 1969 - Die Lümmel von der ersten Bank, Teil 3 - Pepe, der Paukerschreck
- 1969 - Dr. med. Fabian - Lachen ist die beste Medizin
- 1969 - Jerry Cotton, Fall Nr. 8: Todesschüsse am Broadway
- 1970 - Die Lümmel von der ersten Bank, Teil 5 - Wir hau'n die Pauker in die Pfanne
- 1970 - Erinnerungen an die Zukunft
- 1971 - Kommissar X jagt die roten Tiger
- 1971 - Verliebte Ferien in Tirol
- 1971 - Wer zuletzt lacht, lacht am besten
- 1972 - Grün ist die Heide
- 1972 - Der Schrei der schwarzen Wölfe
- 1972 - Sie liebten sich einen Sommer
- 1973 - Die blutigen Geier von Alaska
- 1973 - Schloß Hubertus
- 1974 - Der Jäger von Fall
- 1974 - Ein toter Taucher nimmt kein Gold
- 1976 - Botschaft der Götter
- 1977 - ...und die Bibel hat doch recht
- 1978 - Götz von Berlichingen mit der eisernen Hand
- 1981 - Sieben Weltwunder der Technik, Folge 1 bis 7 (TV)
- 1982 - Im Dschungel ist der Teufel los
- 1986 - Sri Lanka - Leuchtendes Land